# 青海报春
青海报春（学名：Primula qinghaiensis）为报春花科报春花属下的一个种。

## 扩展阅读
- 維基物種上的相關：青海报春